# Hieracium sect. Amphitricha
La sezione  Hieracium sect. Amphitricha  (Arv.-Touv.) Gottschl. è una sezione di piante angiosperme dicotiledoni del genere Hieracium della famiglia delle Asteraceae.

## Etimologia
Il nome del genere deriva dalla parola greca hierax o hierakion (= sparviere, falco). Il nome del genere è stato dato inizialmente dal botanico francese Joseph Pitton de Tournefort (1656 - 1708) rifacendosi probabilmente ad alcuni scritti del naturalista romano Gaio Plinio Secondo (23 - 79) nei quali, secondo la tradizione, i rapaci si servivano di questa pianta per irrobustire la loro vista. Il nome della sezione deriva da due parole greche "amphi" (= su entrambi i lati) e "tricho" (= simile a peli).
Il nome scientifico della sezione è stato definito dal botanico Jean Maurice Casimir Arvet-Touvet (1841-1913) e dal botanico Günter Gottschlich (1951-).

## Descrizione
Habitus. La forma biologica prevalente è emicriptofita scaposa (H scap), ossia in generale sono piante erbacee (e aromatiche), a ciclo biologico perenne, con gemme svernanti al livello del suolo e protette dalla lettiera o dalla neve, inoltre spesso hanno l'asse fiorale eretto e privo di foglie (piante scapose), oppure le foglie basali sono assenti alla fioritura. Le specie di questo gruppo sono piante di tipo afillopode (raramente hypofillopode). Queste piante sono anche provviste di lattice (i vasi latticiferi sono anastomizzati), ma sono prive di stoloni.
Radici. Le radici sono secondarie da rizoma.
Fusto. La parte aerea del fusto è eretta o ascendente, robusta, colorata di verde-chiaro fino a verde-rossastro (fino a rosso-violaceo alla base), con ramosità più o meno copiosa. La superficie può essere sia glabra che pelosa. Le piante di questa sezione possono raggiungere un'altezza massima di 40 – 60 cm. La parte sotterranea spesso è un fittone.
Foglie. Le foglie sono solamente cauline disposte in modo alternato. La lamina è intera con forme più o meno ellittico-lanceolate. I bordi possono essere continui o variamente dentati (anche profondamente, ma raramente sono lobati). La superficie può essere glabra o variamente pubescente. Le foglie sono numerose (da 10 a 12); quelle inferiori all'antesi spesso sono necrosate, brevemente attenuate e sessili; quelle medie sono semi-amplessicauli; quelle superiori sono arrotondate, sessili e progressivamente decrescenti. I piccioli sono seminascosti da una densa villosità sericea allungata di peli ghiandolari.
Infiorescenza. La sinflorescenza è del tipo racemoso-paniculata con 2 - 5 rami e diversi capolini (in totale fino a 5). L'acladio è di 1 –2 cm. Le infiorescenze vere e proprie sono formate da un peduncolo, sotteso da 1 - 2 brattee fogliacee, che sorregge un involucro composto da diverse brattee (o squame) disposte su 2 serie in modo embricato, all'interno delle quali un ricettacolo fa da base ai fiori tutti ligulati. I capolini sono grossi (l'involucro è di 13 – 16 mm) ed ha dei peli semplici densi e lunghi 2 – 4 mm e colorati di nero alla base;  la forma dell'involucro varia con forme più o meno emisferiche. Le brattee si dividono in esterne e interne; quelle esterne (formano quasi un calice) sono da poche a una dozzina con forme da deltate a lanceolate o lineari; quelle interne possono arrivare a due dozzine ed hanno delle forme lineari-lanceolate con margini scariosi e apici acuminati con forme ottuse. Il ricettacolo è nudo, ossia senza pagliette a protezione della base dei fiori, e alveolato (il margine degli alveoli è brevemente dentato). Gli involucri sono seminascosti da una densa villosità sericea allungata di peli ghiandolari.
Fiori. I fiori (da 6 a 150) sono tutti del tipo ligulato, tetra-ciclici (ossia sono presenti 4 verticilli: calice – corolla – androceo – gineceo) e pentameri (ogni verticillo ha 5 elementi). I fiori sono inoltre ermafroditi e zigomorfi. In alcuni casi i fiori femminili sono "stilosi".
- Formula fiorale:

*/x K {\displaystyle \infty }, [C (5), A (5)], G 2 (infero), achenio
- Calice: i sepali del calice sono ridotti ad una coroncina di squame.
- Corolla: le corolle sono formate da un tubo e da una ligula terminante con 5 denti; il colore è giallo o giallo pallido. Le ligule sono lunghe oltre l'involucro e spesso sono sparsamente cigliate.
- Androceo: gli stami sono 5 con filamenti liberi, mentre le antere sono saldate in un manicotto (o tubo) circondante lo stilo.[16] Le antere alla base sono acute. Il polline è tricolporato.[17]
- Gineceo: lo stilo è scuro quasi nero, è filiforme e peloso sul lato inferiore; gli stigmi dello stilo sono due divergenti. L'ovario è infero uniloculare formato da 2 carpelli. La superficie stigmatica è posizionata internamente (vicino alla base).[18]

Frutti. I frutti sono degli acheni con pappo. Gli acheni sono colorati da paglierino a castano scuro e sono a forma colonnare-obconica (o più o meno cilindrica) e sono ristretti alla base (e ingrossati all'apice), mentre la superficie (liscia o appena rugosa) è provvista di 8 - 10 coste che nella parte apicale confluiscono in un orlo anulare. Il pappo è formato 20 a 80 setole biancastre (o giallastre) semplici disposte su due serie (quelle interne sono più lunghe e più rigide, quelle esterne sono fragili). Dimensione degli acheni: 3 - 4,5 mm.

## Biologia
Antesi: la fioritura in genere è avanzata fino all'autunno.

Impollinazione: l'impollinazione avviene tramite insetti (impollinazione entomogama tramite farfalle diurne e notturne).

Riproduzione: la fecondazione avviene fondamentalmente tramite l'impollinazione dei fiori (vedi sopra).

Dispersione: i semi (gli acheni) cadendo a terra sono successivamente dispersi soprattutto da insetti tipo formiche (disseminazione mirmecoria). In questo tipo di piante avviene anche un altro tipo di dispersione: zoocoria. Infatti gli uncini delle brattee dell'involucro (se presenti) si agganciano ai peli degli animali di passaggio disperdendo così anche su lunghe distanze i semi della pianta.

## Distribuzione e habitat
La distribuzione delle specie della sezione è relativa alle Alpi orientali con habitat in pascoli sassosi.

## Tassonomia
La famiglia di appartenenza di questa voce (Asteraceae o Compositae, nomen conservandum) probabilmente originaria del Sud America, è la più numerosa del mondo vegetale, comprende oltre 23.000 specie distribuite su 1.535 generi, oppure 22.750 specie e 1.530 generi secondo altre fonti (una delle checklist più aggiornata elenca fino a 1.679 generi). La famiglia attualmente (2021) è divisa in 16 sottofamiglie.
- Basionimo: Hieracium amphitricha Arv.-Touv., 1913.
- Typus: Hieracium amphitrichum Arv.-Touv., 1913 (sinonimo di Hieracium fastuosum Zahn[22])

### Filogenesi
Il genere di questa voce appartiene alla sottotribù Hieraciinae della tribù Cichorieae (unica tribù della sottofamiglia Cichorioideae). In base ai dati filogenetici la sottofamiglia Cichorioideae è il terz'ultimo gruppo che si è separato dal nucleo delle Asteraceae (gli ultimi due sono Corymbioideae e Asteroideae). La sottotribù Hieraciinae fa parte del "quinto" clade della tribù; in questo clade è posizionata alla base ed è "sorella" al resto del gruppo comprendente, tra le altre, le sottotribù Microseridinae e Cichoriinae. Il genere  Hieracium (insieme al genere Pilosella) costituisce il nucleo principale della sottotribù Hieraciinae e formano (insieme ad altri generi minori) un "gruppo fratello" posizionato nel "core" delle Hieraciinae.
Il genere Hieracium è un genere estremamente polimorfo con maggioranza di specie apomittiche. Di questo genere sono descritte circa 1000 specie sessuali e oltre 3000 specie apomittiche, delle quali circa 250 e più sono presenti nella flora spontanea italiana.
I caratteri distintivi per il genere Hieracium sono:
- le piante non sono tutte vischiose;
- i fusti e le foglie hanno peli semplici o ghiandolari;
- i capolini sono numerosi;
- il colore dei fiori in genere è giallo carico;
- i rami dello stilo sono lunghi;
- le coste dell'achenio confluiscono in un anello;
- il pappo è formato da due serie di setole.

Le specie di questo genere, provviste di molte sottospecie, formano degli aggregati o sezioni con diverse specie incluse, altre sono considerati "intermediare" (o impropriamente ibridi in quanto queste specie essendo apomittiche non si incrociano e quindi non danno prole feconda) con altre specie. A causa di ciò si pongono dei problemi di sistematica quasi insolubili e per avere uno sguardo d'insieme su questa grande variabilità può essere necessario assumere un diverso concetto di specie. Qui in particolare viene seguita la suddivisione in sezioni del materiale botanico così come sono elencate nell'ultima versione della "Flora d'Italia".
La sezione XXXV  Amphitricha  occupa una posizione vicina alla sezione Bocconea. I caratteri distintivi per le specie di questa sezione sono:
- le specie di questo gruppo sono piante di tipo afillopode (raramente hypofillopode);
- i piccioli e gli involucri sono seminascosti da una densa villosità sericea allungata di peli ghiandolari;
- le foglie cauline sono numerose (da 7 a 25); quelle inferiori all'antesi spesso sono necrosate, brevemente attenuate e sessili; quelle medie sono semi-amplessicauli; quelle superiori sono arrotondate e sessili;
- i capolini sono grossi (l'involucro è di 13 - 16 mm) ed ha dei peli semplici densi e lunghi 2 - 4 mm e colorati di nero alla base;
- gli acheni hanno delle dimensioni tra 3 e 4,5 mm e una colorazione da paglierina a castana;
- la fioritura è avanzata fino all'autunno.

### Specie della flora italiana
Nella flora spontanea italiana, per la sezione di questa voce, sono presenti le seguenti specie (principali e secondarie o derivate):
Specie principale. Hieracium fastuosum Zahn, 1901 - Sparviere fastuoso: l'altezza massima della pianta è di 40 – 50 cm (massimo 60 cm); il ciclo biologico è perenne; la forma biologica è emicriptofita scaposa (H scap); il tipo corologico è Endemico - Alpico orientale; l'habitat tipico sono i pascoli sassosi, gli alneti e i lariceti; in Italia è una specie molto rara e si trova dal Trentino alla Carnia fino ad una quota compresa tra 1.600 e 2.000 m s.l.m..
Caratteri principali: è più simile alla specie H. bocconei che alla specie H. picroides.
Specie secondarie collegate a Hieracium fastuosum:
| Specie                                                    | Caratteri                                           | Habitat                         | Distribuzione italiana | Sottospecie |
| --------------------------------------------------------- | --------------------------------------------------- | ------------------------------- | ---------------------- | ----------- |
| Hieracium niveobarbatum Arv.-Touv. ex Gottschl., 2001[26] | Tra la specie H. fastuosum e la specie H. racemosum | Pendii boschivi                 | Carnia - Molto rara    |             |
| Hieracium pujattii Gottschl., 2000[27]                    | Tra la specie H. bocconei e la specie H. racemosum  | Rocce granitiche tra i cespugli | Lagorai - Molto rara   |             |
| Hieracium medense Gottschl. & Dunkel, 2017[28]            |                                                     | Margini boschivi                | Friuli - Molto rara    |             |